# Adiantum macrophyllum
Adiantum macrophyllum är en kantbräkenväxtart som beskrevs av Olof Peter Swartz. Adiantum macrophyllum ingår i släktet Adiantum och familjen Pteridaceae. Inga underarter finns listade.

## Bildgalleri

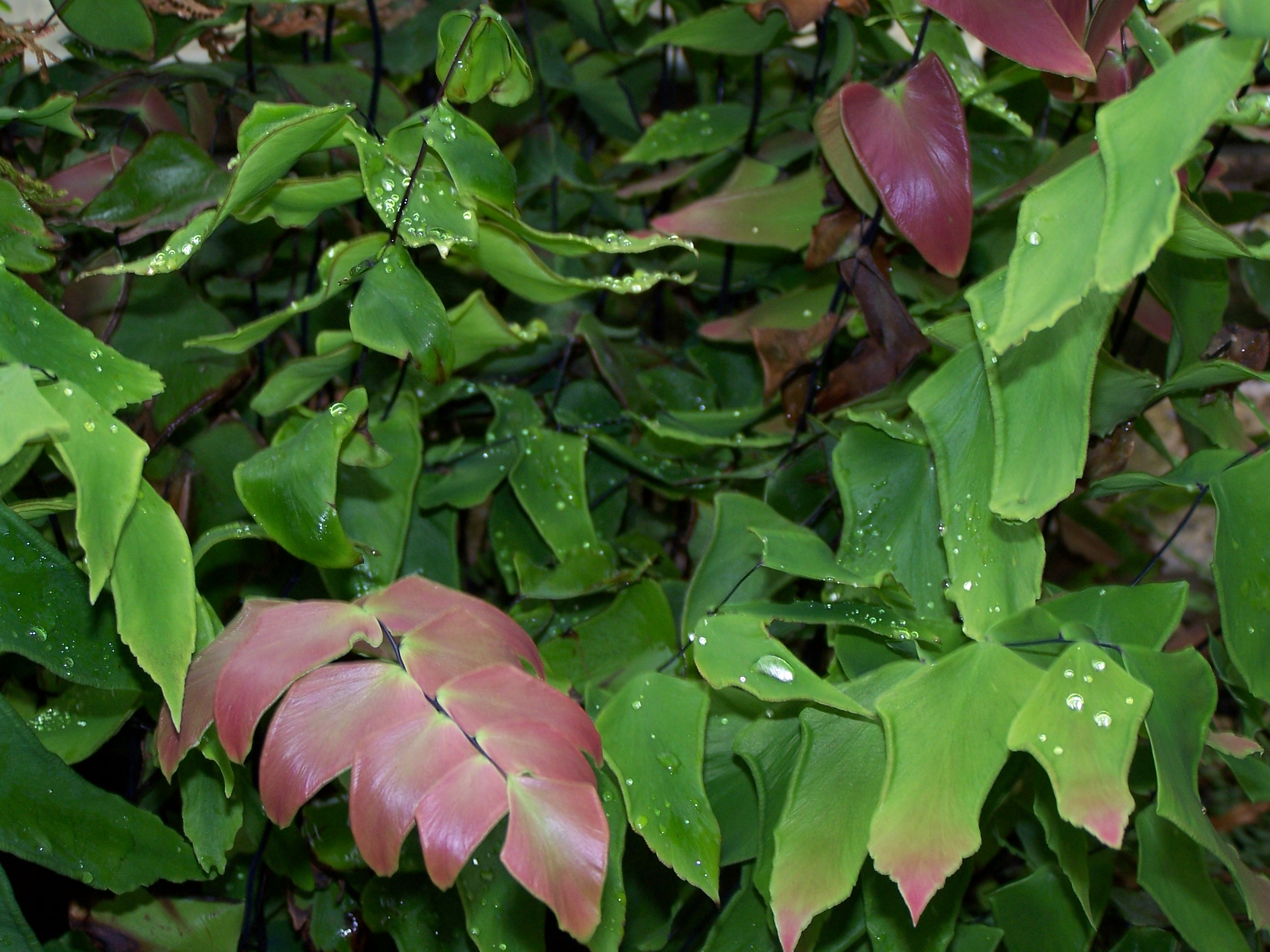
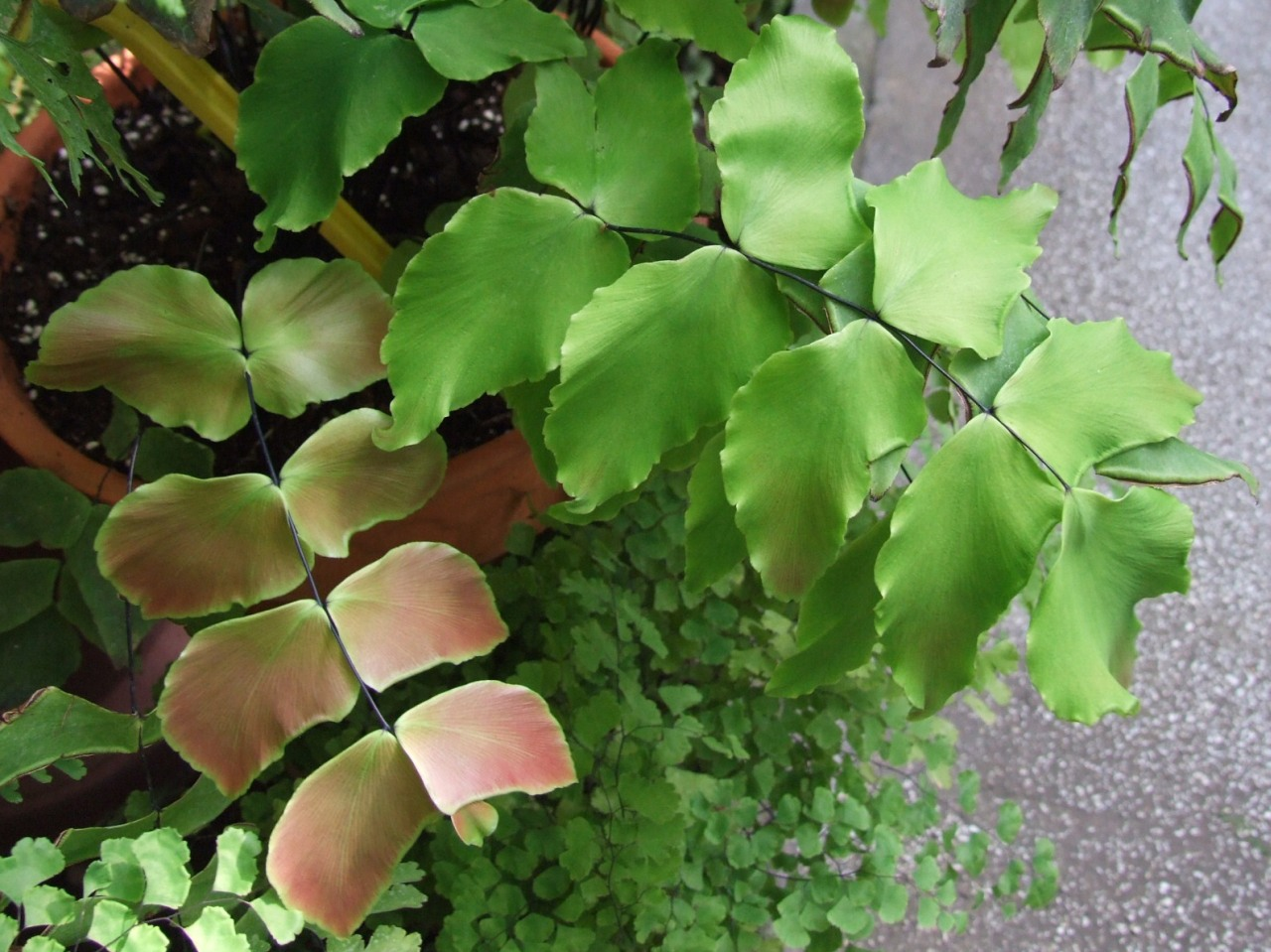
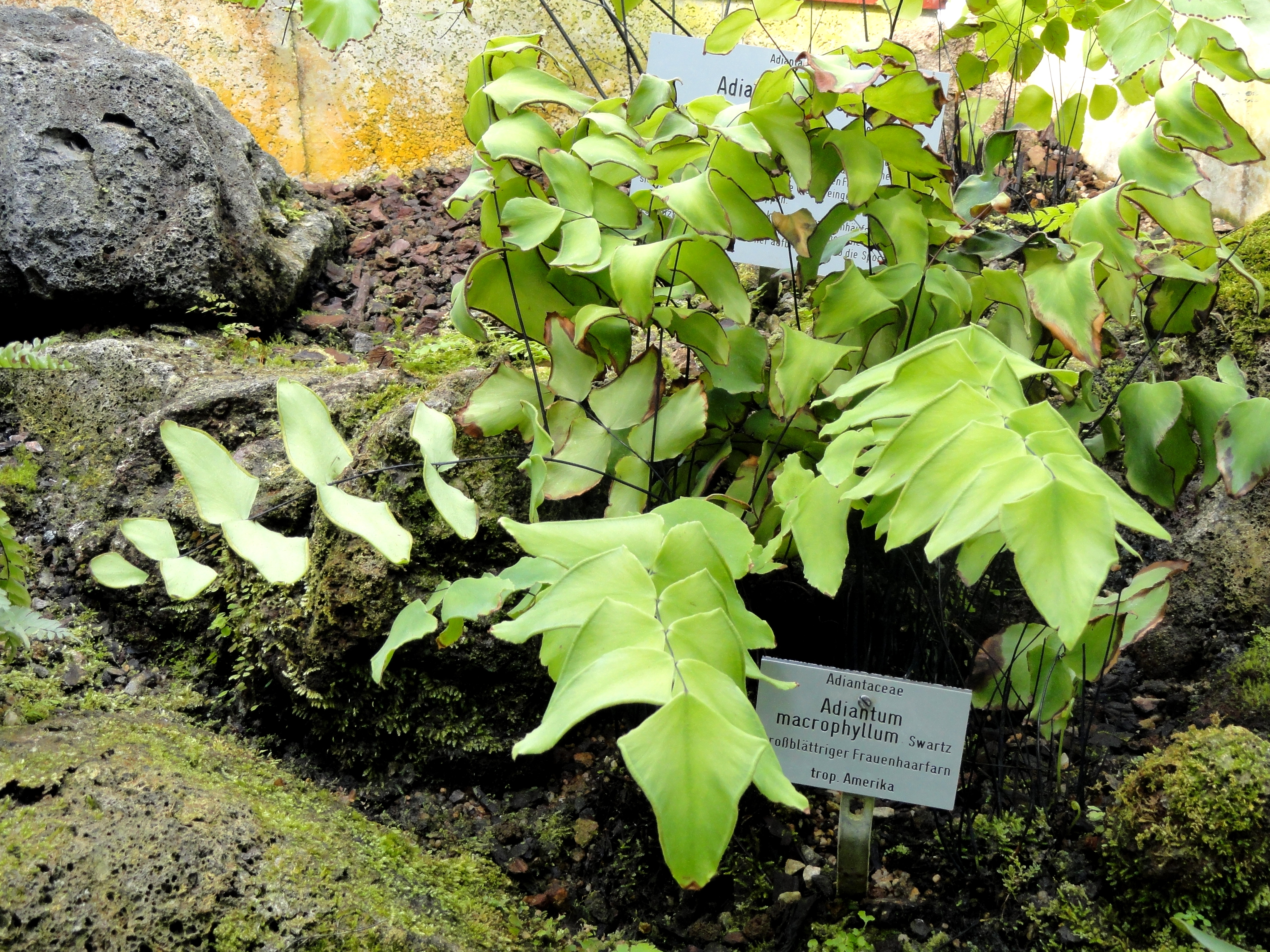